# Eudistoma tokara
Eudistoma tokara är en sjöpungsart som beskrevs av Takasi Tokioka 1954. Eudistoma tokara ingår i släktet Eudistoma och familjen Polycitoridae. Inga underarter finns listade i Catalogue of Life.